# Vítor Melícias
Frei Vítor José Melícias Lopes, O.F.M. GCC • GOM • GCM (Torres Vedras, Ramalhal, 25 de julho de 1938) é um religioso franciscano português.

## Biografia
Ordenado sacerdote em 1962, Vítor Melícias é licenciado em Direito pela Faculdade de Direito da Universidade de Lisboa, e em Direito Canónico, pela Pontifícia Universidade Antonianum de Roma, onde foi bolseiro da Fundação Calouste Gulbenkian.
Além do sacerdócio, exerceu funções num sem número de instituições de solidariedade social e associações de caráter diverso. Em 1974 foi eleito Presidente da Liga dos Bombeiros Portugueses, função que exerceu até 1980, presidindo depois ao Serviço Nacional de Bombeiros, de 1981 a 1983. Em 1983 foi eleito Presidente do Conselho de Administração do Montepio Geral, onde esteve até 1988. Um mês antes, a 9 de Março, tinha sido empossado Provedor da Santa Casa da Misericórdia de Lisboa, cargo que desempenhou até Janeiro de 1992. Ainda em 1991 assumiu a presidência da União das Misericórdias Portuguesas e, dois anos depois, foi eleito presidente de honra da Confederação Internacional das Misericórdias. Desde 1998 foi membro efetivo do Comité Económico e Social Europeu e, em 1999, nomeado comissário Nacional para o Apoio à Transição em Timor-Leste.
Paralelamente a essas atividades, Vítor Melícias esteve ainda ligado à docência, nomeadamente nas áreas do Direito Canónico e da Filosofia do Direito, que lecionou no Seminário da Luz, no Instituto Superior de Estudos Eclesiásticos, no Instituto Superior de Teologia de Évora e na Universidade Católica Portuguesa. Lecionou também Ética e Gestão de Empresas, no Instituto Superior das Novas Profissões. Em sua honra foi feito patrono da Escola Básica Integrada Padre Vítor Melícias, na Boavista-Olheiros, Torres Vedras.
Foi agraciado como Grande-Oficial da Ordem do Mérito a 3 de Agosto de 1983, com o Prémio Nacional de Solidariedade em 1986, elevado a Grã-Cruz da Ordem do Mérito a 7 de Outubro de 1993 e agraciado com a Grã-Cruz da Ordem Militar de Nosso Senhor Jesus Cristo a 4 de Março de 2006.